# Mario Medina
Mario Medina Varela (n. em Táchira em 16 de outubro de 1958) é um ex-ciclista venezuelano que foi um dos atletas a representar o seu país nos Jogos Olímpicos de 1980, em Moscou.